# Rojîsk, Pidvolociîsk
Rojîsk (în ucraineană Рожиськ) este o comună în raionul Pidvolociîsk, regiunea Ternopil, Ucraina, formată numai din satul de reședință.

## Demografie
Componența lingvistică a comunei Rojîsk
     Ucraineană (99,42%)
     Alte limbi (0,58%)
Conform recensământului din 2001, majoritatea populației comunei Rojîsk era vorbitoare de ucraineană (99,42%), existând în minoritate și vorbitori de alte limbi.